# Jože Mihelčič
Jože Mihelčič, slovenski politik, * 28. avgust 1947.
Od leta 2007 je bil član Državnega sveta Republike Slovenije.